# Laktony

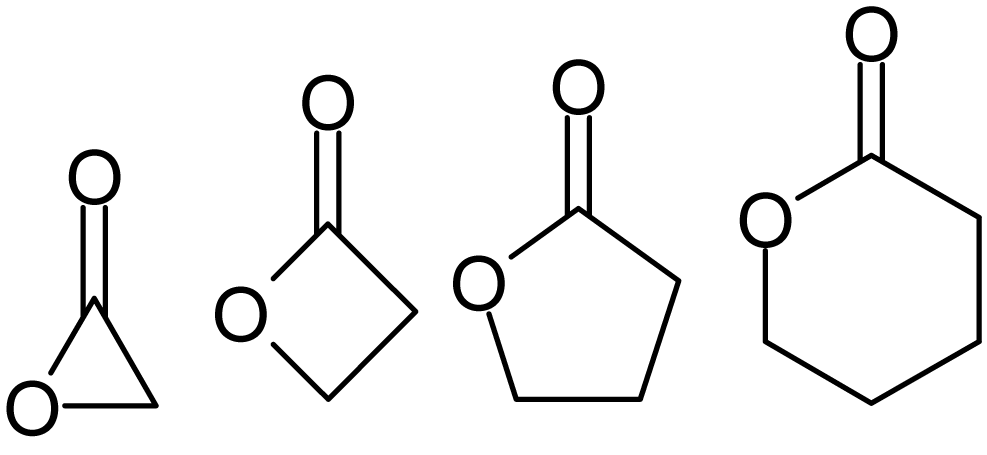
α-, β-, γ-, δ-laktony

Laktony – organiczne związki chemiczne, wewnątrzcząsteczkowe estry hydroksykwasów, w których grupa estrowa występuje w ugrupowaniu cyklicznym.
Niektóre laktony można otrzymać w wyniku katalizowanej kwasami wewnątrzcząsteczkowej estryfikacji hydroksykwasów. Alternatywnie można je otrzymać w wyniku cyklizacji niektórych nienasyconych kwasów karboksylowych.

## Nazewnictwo
Systematyczne nazwy IUPAC prostych laktonów można utworzyć:
- dodając przyrostek „-on” do nazwy związku heterocyklicznego
- modyfikując nazwę macierzystego kwasu karboksylowego, wraz z dodaniem końcówki „-olakton”.

Należy przy tym, za pomocą lokantu, wskazać miejsce wiązania estrowego.
Tradycyjne nazwy laktonów tworzy się z tradycyjnych nazw kwasów karboksylowych, przy czym pozycję grupy hydroksylowej w macierzystym hydroksykwasie wskazuje się literą alfabetu greckiego. Nazewnictwo to jest niezalecane przez IUPAC.
Przykład:

nazwy IUPAC:
5-metylooksolan-2-on
5-metylotetrahydrofuran-2-on
pentano-4-lakton
nazwa tradycyjna: γ-walerolakton (ester wewnętrzny kwasu γ-hydroksywalerianowego)

## Właściwości
Najtrwalsze są γ- i δ-laktony, w których ugrupowania cykliczne są tworzone odpowiednio przez 5 i 6 atomów. Tworzą się spontanicznie z γ-hydroksykwasów podczas zatężania ich zakwaszonych roztworów:
Laktony o mniejszym pierścieniu są nietrwałe, ze względu na silne naprężenia wiązań między atomami układu cyklicznego. Nie można ich otrzymać przez dehydratację odpowiednich hydroksykwasów.
W warunkach zasadowych laktony hydrolizują podobnie jak inne estry. Powstają wówczas odpowiednie hydroksykwasy w formie soli.
Niektóre laktony (np. γ-butyrolakton) mają właściwości psychoaktywne.

## Zastosowanie
Laktony w przemyśle są stosowane jako monomery do syntezy polilaktydów, zwanych też polilaktonami, które formalnie są rodzajem poliestrów. ε-Laktony są wytwarzane jako produkty pośrednie podczas syntezy ε-kaprolaktamów, które z kolei są monomerami do syntezy nylonu-6. Duże znaczenie przemysłowe ma też β-propiolakton.
Laktony wykazują różnorodne działanie biologiczne (m.in. przeciwnowotworowe, przeciwzapalne). Wykorzystywane są w przemyśle spożywczym, farmaceutycznym czy kosmetycznym. Odpowiadają one za zapach i smak warzyw, owoców, grzybów, mięs, kawy czy nabiału. Najlepiej poznanymi chiralnymi związkami zapachowymi są γ- i δ-laktony. Podczas gdy γ-laktony są ważnymi składnikami zapachowymi wielu owoców, δ-laktony nadają także zapach produktom mlecznym oraz innym produktom należącym do żywności fermentowanej.
Najbardziej znanymi i najczęściej wykorzystywanymi γ- i δ-laktonami są m.in.:
- δ-nonalakton o kremowym, słodkim, kokosowym i mlecznym zapachu; występujący głównie w owocach tropikalnych oraz w niewielkiej ilości w mleku czy maśle
- δ-dekalakton o kremowym, słodkim, mlecznym, kokosowo-brzoskwiniowym zapachu; występujący w owocach mango, kokosie oraz malinie
- γ-nonalakton o słodkim, kokosowym, woskowym zapachu; występujący w chlebie i brzoskwiniach
- γ-dekalakton o słodkim, woskowym, owocowym zapachu; występujący w truskawkach

Laktony są także komponentami smakowymi i zapachowymi napojów alkoholowych, m.in. zapach japońskiego sake spowodowany jest obecnością sotolonu. W przemyśle perfumeryjnym stosowany jest lakton jaśminowy, występujący w kwiatach ogrodowych takich jak jaśmin czy tuberoza o słodkim, kwiatowym, trwałym zapachu.